# Taczanowskia trilobata
Taczanowskia trilobata là một loài nhện trong họ Araneidae.
Loài này thuộc chi Taczanowskia. Taczanowskia trilobata được Eugène Simon miêu tả năm 1897.